# Girolamini
A Girolamini vagy más néven San Filippo Neri dei Girolamini templom Nápoly történelmi központjában. A nápolyi dómmal szemben, a Via Duomo túloldalán áll.

## Története
Helyén eredetileg a Palazzo Seripando állt, amelyet Néri Szent Fülöp tanítványainak ajándékoztak 1586-ban. Az új templom építése Giovanni Antonio Dosio építész tervei alapján indult 1592-ben. A templomot firenzei reneszánsz stílusban építették: alaprajza a latin kereszt, három hajóval és oldalkápolnákkal. A későbbiekben, mint például 1780-ban Ferdinando Fuga átépítették homlokzatát.
A templom első tulajdonosai a Jeromos-rendiek voltak, innen származik neve is (olaszul Girolamo).
A templomhoz két kolostor csatlakozik valamint egy múzeum jelentős barokk műgyűjteménnyel.